# Çankırı
Çankırı – miasto w środkowej Turcji, centrum administracyjne prowincji o tej samej nazwie.

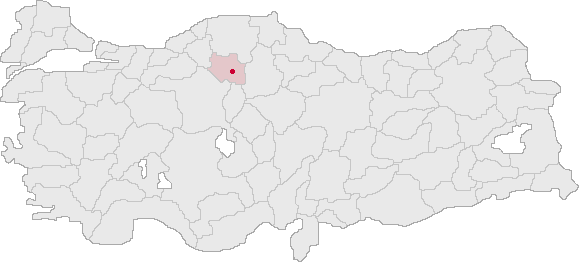
Współczesna turecka prowincja Çankırı

Według danych na rok 2000 miasto zamieszkiwało 62 508 osób, a według danych na rok 2004 całą prowincję ok. 275 000 osób. Gęstość zaludnienia w prowincji wynosiła ok. 37 osób na km².

## Historia
W starożytności pod nazwą Gangra główne miasto Paflagonii. 